# Cubolta
Cubolta è un comune della Moldavia situato nel distretto di Sîngerei di 2.168 abitanti al censimento del 2004

## Località
Il comune è formato dall'insieme delle seguenti località (popolazione 2004):
- Cubolta (1.997 abitanti)
- Mărăşeşti (171 abitanti)